# Verbandsliga Brandenburg 2000/01
Die Verbandsliga Brandenburg 2001/02 war die elfte Spielzeit der Verbandsliga Brandenburg und die siebte als fünfthöchste Spielklasse im Fußball der Männer. 
Der Märkischer SV 1919 Neuruppin wurde in dieser Saison zum ersten Mal Landesmeister in Brandenburg und stieg damit in die Fußball-Oberliga Nordost auf. Der FC Stahl Brandenburg errang, mit 6 Punkten Rückstand, die Vizemeisterschaft. 
Als Absteiger standen nach dem 30. Spieltag der SV Empor Mühlberg und der FSV Rot-Weiß Prenzlau fest und mussten in die Landesliga absteigen.

## Teilnehmer
An der Spielzeit 2000/01 nahmen insgesamt 16 Vereine teil.
| ▼Absteiger aus der Oberliga Nordost 1999/00 |
| ------------------------------------------- |
| Frankfurter FC Viktoria 91                  |

| Mannschaften aus der Verbandsliga Brandenburg 1999/00 | Mannschaften aus der Verbandsliga Brandenburg 1999/00 | Mannschaften aus der Verbandsliga Brandenburg 1999/00 |
| ----------------------------------------------------- | ----------------------------------------------------- | ----------------------------------------------------- |
| SV Altlüdersdorf                                      | FC Stahl Brandenburg                                  | SG Eintracht Oranienburg                              |
| SV Germania 90 Schöneiche                             | FSV Glückauf Brieske-Senftenberg                      | SV Falkensee-Finkenkrug                               |
| FC 98 Hennigsdorf                                     | Eisenhüttenstädter FC Stahl II                        | SV Babelsberg 03 II                                   |
| FSV Wacker Fürstenwalde                               | FSV Rot-Weiß Prenzlau                                 | SV Empor Mühlberg                                     |
| Ludwigsfelder FC                                      |                                                       |                                                       |

| ▲Aufsteiger aus der Landesliga 1999/00 | ▲Aufsteiger aus der Landesliga 1999/00 |
| -------------------------------------- | -------------------------------------- |
| Märkischer SV 1919 Neuruppin           | FSV 63 Luckenwalde                     |

## Abschlusstabelle
| Pl. | Verein                           | Sp. | S  | U  | N  | Tore    | Diff. | Punkte |
| --- | -------------------------------- | --- | -- | -- | -- | ------- | ----- | ------ |
| 1.  | Märkischer SV 1919 Neuruppin (N) | 30  | 21 | 5  | 4  | 084:290 | +55   | 68     |
| 2.  | FC Stahl Brandenburg             | 30  | 18 | 8  | 4  | 068:330 | +35   | 62     |
| 3.  | Ludwigsfelder FC                 | 30  | 16 | 8  | 6  | 053:370 | +16   | 56     |
| 4.  | Frankfurter FC Viktoria 91 (A)   | 30  | 15 | 8  | 7  | 048:300 | +18   | 53     |
| 5.  | SV Falkensee-Finkenkrug          | 30  | 16 | 2  | 12 | 047:390 | +8    | 50     |
| 6.  | SG Eintracht Oranienburg         | 30  | 13 | 6  | 11 | 041:410 | ±0    | 45     |
| 7.  | SV Babelsberg 03 II              | 30  | 12 | 7  | 11 | 056:470 | +9    | 43     |
| 8.  | FSV Glückauf Brieske-Senftenberg | 30  | 12 | 4  | 14 | 043:580 | −15   | 40     |
| 9.  | SV Altlüdersdorf                 | 30  | 11 | 6  | 13 | 059:540 | +5    | 39     |
| 10. | FC 98 Hennigsdorf                | 30  | 10 | 8  | 12 | 047:450 | +2    | 38     |
| 11. | SV Germania 90 Schöneiche        | 30  | 10 | 8  | 12 | 050:630 | −13   | 38     |
| 12. | FSV Wacker Fürstenwalde          | 30  | 8  | 8  | 14 | 036:590 | −23   | 32     |
| 13. | FSV 63 Luckenwalde (N)           | 30  | 6  | 12 | 12 | 044:550 | −11   | 30     |
| 14. | Eisenhüttenstädter FC Stahl II   | 30  | 9  | 3  | 18 | 045:660 | −21   | 30     |
| 15. | SV Empor Mühlberg                | 30  | 6  | 7  | 17 | 040:490 | −9    | 25     |
| 16. | FSV Rot-Weiß Prenzlau            | 30  | 4  | 6  | 20 | 025:810 | −56   | 18     |

| (A) | Absteiger aus der Oberliga Nordost 1999/2000 |
| (N) | Aufsteiger aus der Landesliga 1999/00        |

## Kreuztabelle
Die Kreuztabelle stellt die Ergebnisse aller Spiele dieser Saison dar. Die Heimmannschaft ist in der linken Spalte, die Gastmannschaft in der oberen Zeile aufgelistet.
| 2000/01                          | Märkischer SV 1919 Neuruppin | FC Stahl Brandenburg | Ludwigsfelder FC | Frankfurter FC Viktoria 91 | SV Falkensee-Finkenkrug | SG Eintracht Oranienburg | SV Babelsberg 03 II | FSV Glückauf Brieske-Senftenberg | SV Altlüdersdorf | FC 98 Hennigsdorf | SV Germania 90 Schöneiche | FSV Wacker Fürstenwalde | FSV 63 Luckenwalde | Eisenhüttenstädter FC Stahl II | SV Empor Mühlberg | FSV Rot-Weiß Prenzlau |
| -------------------------------- | ---------------------------- | -------------------- | ---------------- | -------------------------- | ----------------------- | ------------------------ | ------------------- | -------------------------------- | ---------------- | ----------------- | ------------------------- | ----------------------- | ------------------ | ------------------------------ | ----------------- | --------------------- |
| Märkischer SV 1919 Neuruppin     |                              | 2:2                  | 4:0              | 0:0                        | 4:0                     | 1:0                      | 2:1                 | 2:0                              | 4:0              | 2:1               | 7:0                       | 3:0                     | 2:1                | 4:1                            | 4:1               | 10:0                  |
| FC Stahl Brandenburg             | 2:6                          |                      | 1:1              | 0:2                        | 2:0                     | 4:1                      | 1:0                 | 5:0                              | 3:1              | 1:1               | 3:3                       | 4:0                     | 3:0                | 6:1                            | 1:0               | 4:0                   |
| Ludwigsfelder FC                 | 1:1                          | 1:2                  |                  | 4:1                        | 4:2                     | 2:4                      | 2:0                 | 1:1                              | 4:1              | 1:0               | 2:0                       | 2:1                     | 4:2                | 3:0                            | 1:0               | 2:0                   |
| Frankfurter FC Viktoria 91       | 5:1                          | 1:0                  | 2:0              |                            | 1:0                     | 0:0                      | 2:1                 | 2:0                              | 4:2              | 0:2               | 1:3                       | 1:1                     | 4:1                | 2:0                            | 2:0               | 3:1                   |
| SV Falkensee-Finkenkrug          | 1:0                          | 0:2                  | 2:0              | 3:0                        |                         | 0:2                      | 2:2                 | 1:2                              | 0:1              | 3:0               | 5:2                       | 3:0                     | 0:2                | 2:3                            | 3:1               | 4:0                   |
| SG Eintracht Oranienburg         | 0:2                          | 1:3                  | 0:2              | 1:0                        | 0:2                     |                          | 0:2                 | 1:0                              | 2:0              | 2:2               | 0:1                       | 2:2                     | 2:1                | 0:1                            | 1:1               | 4:1                   |
| SV Babelsberg II                 | 2:4                          | 0:1                  | 1:2              | 0:1                        | 0:1                     | 3:2                      |                     | 4:1                              | 3:3              | 2:0               | 4:1                       | 3:1                     | 4:1                | 2:0                            | 2:1               | 2:2                   |
| FSV Glückauf Brieske-Senftenberg | 1:4                          | 1:3                  | 2:3              | 1:1                        | 0:1                     | 2:2                      | 5:1                 |                                  | 0:5              | 4:1               | 2:1                       | 3:1                     | 2:1                | 1:0                            | 1:1               | 2:1                   |
| SV Altlüdersdorf                 | 2:4                          | 3:4                  | 4:0              | 2:1                        | 2:3                     | 3:0                      | 0:0                 | 3:0                              |                  | 3:1               | 0:0                       | 1:2                     | 3:5                | 4:1                            | 1:1               | 8:0                   |
| FC 98 Hennigsdorf                | 3:4                          | 2:1                  | 0:0              | 2:2                        | 5:1                     | 0:2                      | 2:2                 | 1:2                              | 3:0              |                   | 3:1                       | 3:0                     | 1:1                | 4:2                            | 3:1               | 2:1                   |
| SV Germania 90 Schöneiche        | 0:3                          | 1:3                  | 0:0              | 2:2                        | 2:1                     | 1:2                      | 2:3                 | 6:3                              | 2:2              | 2:1               |                           | 0:1                     | 1:1                | 3:2                            | 3:3               | 1:0                   |
| FSV Wacker Fürstenwalde          | 1:0                          | 1:1                  | 3:3              | 0:0                        | 0:0                     | 0:1                      | 1:4                 | 1:4                              | 3:0              | 1:0               | 3:3                       |                         | 0:1                | 0:2                            | 2:1               | 1:2                   |
| FSV 63 Luckenwalde               | 0:0                          | 1:1                  | 1:1              | 2:2                        | 0:1                     | 0:2                      | 3:3                 | 3:0                              | 2:2              | 2:2               | 1:2                       | 3:3                     |                    | 2:4                            | 2:1               | 1:2                   |
| Eisenhüttenstädter FC Stahl II   | 2:1                          | 0:2                  | 1:3              | 0:2                        | 0:2                     | 3:4                      | 1:1                 | 0:2                              | 1:2              | 2:0               | 2:0                       | 2:3                     | 2:2                |                                | 1:3               | 4:0                   |
| SV Empor Mühlberg                | 1:1                          | 2:2                  | 0:3              | 1:0                        | 1:2                     | 1:2                      | 2:1                 | 2:0                              | 0:1              | 0:0               | 2:3                       | 6:0                     | 0:1                | 3:4                            |                   | 4:0                   |
| FSV Rot-Weiß Prenzlau            | 1:2                          | 1:1                  | 1:1              | 0:4                        | 1:2                     | 1:1                      | 1:3                 | 0:1                              | 1:0              | 0:2               | 1:4                       | 1:4                     | 1:1                | 3:3                            | 2:0               |                       |

## Statistiken

### Torschützenliste
| Pl. | Spieler                 | Mannschaft                 | Tore |
| --- | ----------------------- | -------------------------- | ---- |
| 1.  | Lars Posorski           | FC Stahl Brandenburg       | 23   |
| 2.  | Dirk Nimscholz          | SV Falkensee-Finkenkrug    | 19   |
| 3.  | Krzysztof Wojciechowski | FSV Wacker Fürstenwalde    | 16   |
| 4.  | Dennis Friedrich        | SG Eintracht Oranienburg   | 15   |
| 5.  | Thomas Bleck            | Frankfurter FC Viktoria 91 | 14   |

### Zuschauertabelle
| Pl.    | Verein | Verein                           | Spiele | Zuschauer | ø pro Spiel |
| ------ | ------ | -------------------------------- | ------ | --------- | ----------- |
| 01.    |        | Märkischer SV 1919 Neuruppin     | 15     | 8.928     | 595         |
| 02.    |        | FSV 63 Luckenwalde               | 15     | 6.030     | 402         |
| 03.    |        | SV Altlüdersdorf                 | 15     | 4.602     | 307         |
| 04.    |        | FSV Glückauf Brieske-Senftenberg | 15     | 3.990     | 266         |
| 05.    |        | SV Germania 90 Schöneiche        | 15     | 3.702     | 247         |
| 06.    |        | FC Stahl Brandenburg             | 15     | 3.445     | 209         |
| 07.    |        | SV Empor Mühlberg                | 15     | 3.135     | 209         |
| 07.    |        | FC 98 Hennigsdorf                | 15     | 3.000     | 200         |
| 08.    |        | Ludwigsfelder FC                 | 15     | 2.796     | 186         |
| 10.    |        | SV Falkensee-Finkenkrug          | 15     | 2.642     | 176         |
| 11.    |        | SG Eintracht Oranienburg         | 15     | 2.300     | 153         |
| 12.    |        | FSV Wacker Fürstenwalde          | 15     | 1.612     | 107         |
| 13.    |        | Frankfurter FC Viktoria 91       | 15     | 1.470     | 98          |
| 14.    |        | FSV Rot-Weiß Prenzlau            | 15     | 870       | 58          |
| 15.    |        | SV Babelsberg 03 II              | 15     | 840       | 56          |
| 16.    |        | Eisenhüttenstädter FC Stahl II   | 15     | 755       | 50          |
| Gesamt | Gesamt | Gesamt                           | Gesamt | 50.117    | 209         |